# Deyda Hydara
Deyda Hydara, född 9 juni 1946 i Barra, Gambia, död 16 december 2004 i Kanifing, Gambia, var chefredaktör och en av grundarna av The Point, en stor oberoende gambisk tidning. Han var också korrespondent både för nyhetsbyrån Agence France-Presse (AFP) och Reportrar utan gränser i mer än 30 år. Hydara arbetade också som radioprogramledare i Gambia under sina första år som frilansjournalist.

## Journalistik medThe Point
Den 16 december 1991 grundade Hydara The Point tillsammans med Pap Saine och Babucarr Gaye; Saine och Hydara hade varit vänner sedan barndomen. Gaye avgick fyra månader senare, och Hydara och Saine drev tidningen tillsammans under nästa decennium.

## Mordet
Hydara var förespråkare för pressfrihet och en hård kritiker av den dåvarande presidenten Yahya Jammehs regering, som var öppet fientlig mot gambiska journalister och media. Den 14 december 2004 antog Gambia två nya medielagar. En tillät fängelsestraff för ärekränkning och uppvigling; den andra krävde att tidningsägare skulle köpa dyra driftlicenser och registrera sina bostäder som säkerhet. Hydara meddelade sin avsikt att utmana dessa lagar, men den 16 december mördades han av en okänd beväpnad man när han körde hem från jobbet i Banjul. Två av hans kollegor skadades också. Under åren har den gambiska regeringen varit föremål för mycket kritik för dess misslyckande med att genomföra en utredning och även för att skrämma dem som framförde kritik. Hydaras familj lämnade in en stämningsansökan mot regeringen för vårdslöshet, och en ECOWAS-domstol dömde till familjens fördel 2014. De tilldömdes 60 000 USD i skadestånd och advokatarvoden, men regeringen har ännu inte har åtlytt domen. Mordet är fortfarande olöst, även om det i maj 2017 (efter att Adama Barrow ersatt Yahya Jammeh som president) utfärdades arresteringsorder på två arméofficerare som misstänkta.
Deyda Hydara efterlämnade hustru och fem barn. Han tilldelades postumt PEN/Barbara Goldsmith Freedom to Write Award 2005. År 2010 erhöll han Hero of African Journalism Award från The African Editors’ Forum 2010, och delade det senare med den försvunna journalisten Ebrima B. Manneh.
I vittnesmål från löjtnant Malick Jatta inför Truth, Reconciliation and Reparations Commission, TRRC, vid en offentlig utfrågning i Banjul den 22 juli 2019 sade Jatta att Hydara sköts på order av president Jammeh.

## Kontrovers om utredning och rättegång om ärekränkning
I november 2008 inledde International Press Institute en "Justice Denied"-kampanj som pressade på för utredningar om våld mot journalister i Gambia, särskilt det fortfarande olösta mordet på Deyda Haydara. Även om mördarna ännu inte har ställts inför rätta, tror vissa att den tidigare regeringen i Gambia kan ha varit ansvarig för denna handling. Gambias pressunion publicerade sedan ett uttalande som kritiserade bristen på pressfrihet i Gambia, de avstannade framstegen i utredningen och presidentens kommentarer. Uttalandet publicerades i The Point och en veckotidning, Foroyaa, den 11 juni 2009.
Den gambiska regeringen svarade med att arrestera sex journalister: Pap Saine, nyhetsredaktören Ebrima Sawaneh och reportrarna Sarata Jabbi-Dibba och Pa Modou Faal från The Point och redaktören Sam Saar och reportrarna Emil Touray från Foroyaa. De sex anklagades för uppvigling och brottsligt förtal av presidenten. Jabbi-Dibba (den enda kvinnan) hölls i Mile 2-fängelset, medan Saine, Sawaneh, Faal, Saar och Touray hölls i Old Jeshwang-fängelset. Den 8 augusti 2009 fördes Jabbi-Dibbas sju månader gamla baby bort.
Flera icke-statliga organisationer för mänskliga rättigheter protesterade mot arresteringarna och krävde att anklagelserna mot journalisterna skulle läggas ned. Amnesty International utsåg de sex till samvetsfångar och krävde att de omedelbart skulle friges. Kommittén för att skydda journalister kämpade också för Saines frigivning, liksom Världsorganisationen mot tortyr, International Federation for Human Rights, PEN, PEN America, och Front Line Defenders. Jammeh fortsatte dock att fördöma journalisterna. Han framträdde i statlig tv och sade: "Så de tror att de kan gömma sig bakom så kallad pressfrihet och bryta mot lagen och komma undan med det? De hade fel den här gången... Vi kommer att åtala dem för deras brott."
Den 7 augusti 2009 dömdes de sex till två års fängelse i Mile 2 Prison, samt böter på 250 000 dalasi (£5 780) för var och en. Emellertid benådade Jammeh dem i september, efter en kampanj av "inhemskt och internationellt tryck". Benådningarna utfärdades för att sammanfalla med Ramadan.
I juni 2014, ett decennium efter mordet på Hydara, fann ECOWAS domstol den gambiska regeringen ansvarig för att ha underlåtit att noggrant utreda mordet på Deyda Hydara. Den nigerianska advokatbyrån, Aluko & Oyebode, representerade Deyda Hydaras familj och Afrikas regionala kontor för International Federation of Journalists (IFJ-Africa) i rättegången mot den gambiska regeringen.